# Primærrute 19
De Primærrute 19 is een hoofdweg in Denemarken. De weg loopt van Kopenhagen via Hørsholm naar Hillerød. De Primærrute 19 loopt over het eiland Seeland en is ongeveer 41 kilometer lang.

## Helsingørmotorvejen
Tussen Kopenhagen en Hørsholm is de Primærrute 19 uitgebouwd tot autosnelweg, de Helsingørmotorvejen. Op het grootste deel van deze autosnelweg is de Primærrute 19 dubbel genummerd met de E47 en E55. De rest van de weg is uitgebouwd tot autoweg.